# Moravský Svätý Ján
Moravský Svätý Ján (deutsch St. Johann an der March, ungarisch Morvaszentjános) ist eine Gemeinde im äußersten Westen der Slowakei.

## Geographie
Der Ort liegt 5 km östlich der niederösterreichischen Grenze, die hier von der March (Morava) gebildet wird. Die tschechische Grenze, ebenfalls von der March gebildet, liegt 12 km nördlich des Orts. Die slowakische Hauptstadt Bratislava (Pressburg) liegt etwa 50 km südlich.

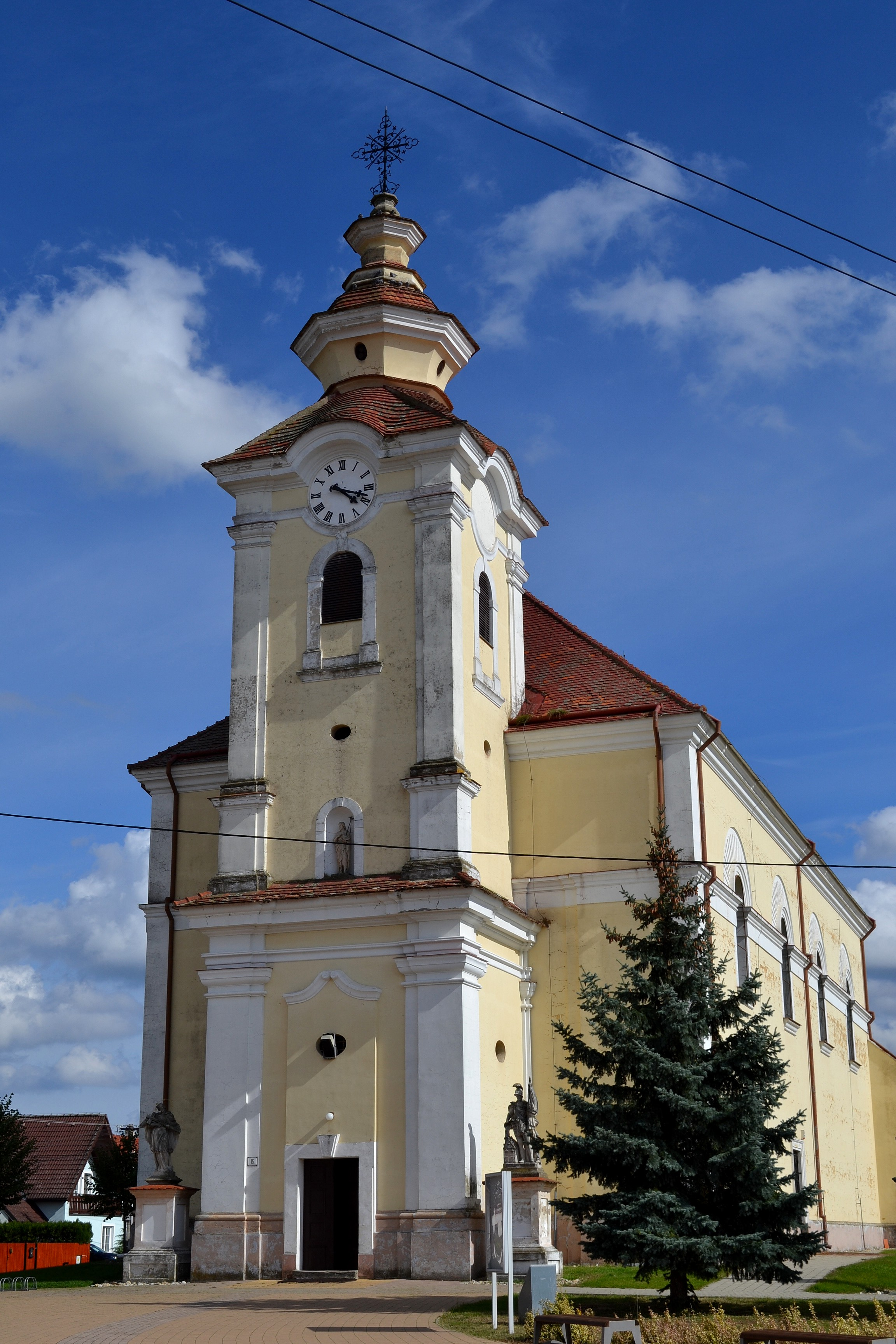
Kirche des Heiligen Johannes im Ort

## Geschichte
Die Gemeinde wurde 1449 zum ersten Mal erwähnt. Im 16. Jahrhundert siedelten sich Habaner im Ort an.
Bis 1918 lag der Ort im ungarischen Komitat Pressburg und hieß amtlich Morvaszentjános bzw. bis 1907 nur Szentjános, auf Deutsch Sankt Johann an der March. Von 1960 bis 1992 wurde der Ort in der antiklerikalen Tschechoslowakei lediglich als „Moravský Ján“ bezeichnet.

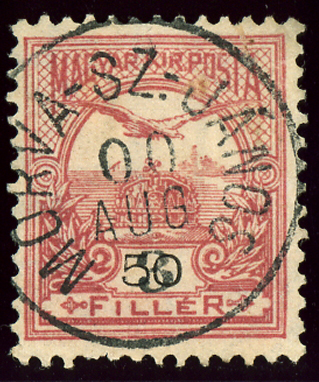
Ungarischen Abstempelung in 1900

## Bevölkerung
| Jahr                | 1994 | 2004    | 2014    | 2024    |
| ------------------- | ---- | ------- | ------- | ------- |
| Anzahl der Personen | 2018 | 2074    | 2115    | 2126    |
| Unterschied         |      | +2,77 % | +1,97 % | +0,52 % |

| Jahr                | 2023 | 2024    |
| ------------------- | ---- | ------- |
| Anzahl der Personen | 2135 | 2126    |
| Unterschied         |      | −0,42 % |

## Verkehr
Die Gemeinde liegt an der Bahnstrecke Břeclav–Kúty und ist durch die 6 km entfernte Autobahnausfahrt bei Kúty an die Autobahn D2 (Europastraße E65) angeschlossen.
Am 7. Juli 2005 wurde die Marchbrücke nach Hohenau eingeweiht, der einzige Straßenübergang von der Slowakei nach Österreich nördlich der Donau. Zuvor gab es seit Anfang der 1990er Jahre lediglich eine Pontonbrücke, welche Fahrzeugen unter 3,5 Tonnen Gesamtgewicht vorbehalten war. Die einspurige Marchbrücke wurde in einer Bauzeit von zwei Jahren errichtet und hat eine Länge von 132 Meter. Um größere Schiffe passieren zu lassen, kann der Mittelteil um 1,6 Meter angehoben werden.